# Nördlicher Kommunalfriedhof (Warschau)

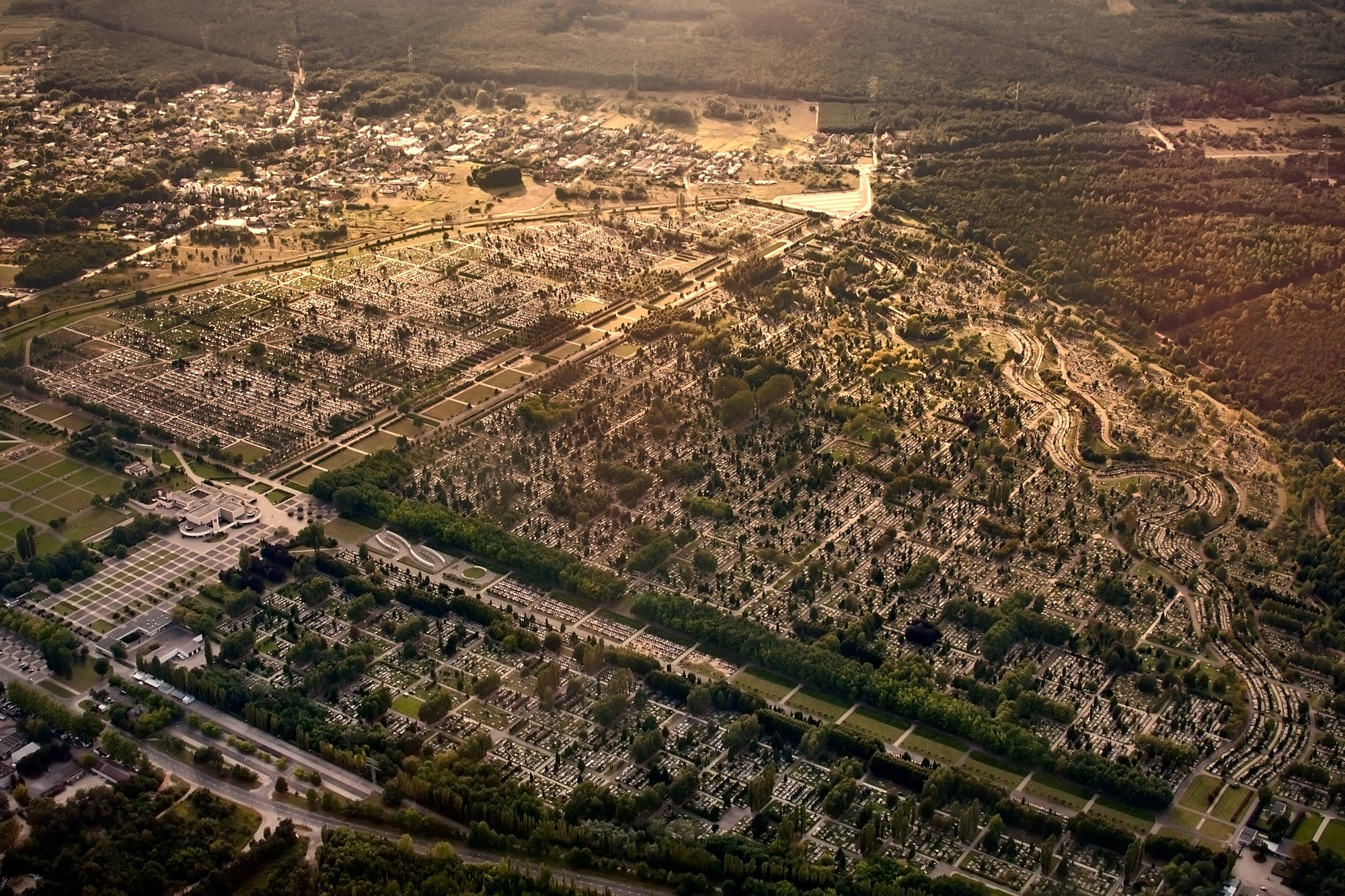
Luftaufnahme des Friedhofs im September 2011

Der Nördliche Kommunalfriedhof (polnisch: Cmentarz Komunalny Północny) in Warschau ist mit 143 Hektar eine der flächenmäßig größten Begräbnisstätten in Europa. Der städtische Friedhof liegt in den Stadtteilen Młociny und Wólka Węglowa des Warschauer Stadtbezirks Bielany unter der Anschrift Wóycickiego 14.

## Geschichte
Da Anfang der 1960er Jahre verfügbare Grabplätze auf den bestehenden Friedhöfen in Warschau knapp wurden, entschied die Stadtverwaltung, einen neuen Großfriedhof anzulegen, der den Einwohnern Warschaus und der Umgebung mehrere Jahrzehnte lang einen kostengünstigen Begräbnisplatz bieten sollte. Der Standort für den Friedhof wurde in den 1960er Jahren am nördlichen Rand der Stadt und teilweise innerhalb des Dorfes Wólka Węglowa ausgewählt, weshalb er auch als Wólka-Friedhof (Cmentarz na Wólce) bezeichnet wird. Der Entwurf mit dem Grundriss eines unregelmäßigen Polygons stammte vom städtischen Bauplanungsbüro Stolica. Das Gelände wird durch den Młociński-Wald und die Straßen Wóycickiego, Wólczyńska und Estrady begrenzt. Es wurden über 200 Kilometer Straßen und Wege angelegt und viele Tausend Bäume und Ziersträucher gepflanzt. Außerdem wurde ein großes, sogenanntes Trauerhaus errichtet, in dessen Räumlichkeiten Leichen aufbewahrt und in drei Sälen für Angehörige aufgebahrt werden können. Hier befindet sich auch ein Krematorium. Der Friedhof wurde 1973 eröffnet. Seit Januar 2008 stehen zu Urnenbestattungen auch drei Kolumbarien zur Verfügung.
Auf dem Friedhof befinden sich mehrere Sammelgräber – für die Opfer des Flugzeugabsturzes in Okęcie am 14. März 1980, die des Flugzeugabsturzes im Kabaty-Wald am 9. Mai 1987 und für im Zweiten Weltkrieg Gefallene des Heimatarmee-Korps „Jodła“. Außerdem gibt es eine Begräbnisstätte für gefallene deutsche Soldaten.
Jeden Monat werden auf dem Nordfriedhof mehrere Hundert Verstorbene beigesetzt. Während der COVID-19-Pandemie erreichte die Anzahl täglicher Bestattungen einen Höchstwert; am 14. Januar 2022 wurden hier 43 Beerdigungen durchgeführt.

## Deutsche Kriegsgräberstätte
Auf dem Friedhof befindet sich auch eine deutsche Kriegsgräberstätte für gefallene Soldaten des Zweiten Weltkriegs. Der Begräbnisplatz liegt im nordöstlichen Teil des Friedhofs auf einer Fläche von 760 Quadratmetern. Hier sind die sterblichen Überreste mehrerer hundert Personen bestattet, die von anderen Friedhöfen überführt oder aus Feldgräbern ausgegraben wurden. Für weitere gefallene Soldaten ist es ein symbolisches Grab. Ein steinernes Hochkreuz mit einer Gedenkplatte bildet das zentrale Element; je sechs Granitstelen stehen beidseitig. Sie nennen die Namen der Soldaten, von denen keine Überreste geborgen worden konnten. Auf liegenden Steinplatten sind die anderen Bestatteten aufgeführt. Eingeweiht wurde die Stätte im Rahmen der polnisch-deutschen Aussöhnung am 6. Oktober 1991.
Am Fuß des Kreuzes befindet sich eine Tafel mit Inschrift in deutscher und polnischer Sprache:

„Hier liegen die deutschen Soldaten des Krieges 1939–1945. In Erinnerung an sie und an die Opfer aller Kriege“

Die Gedenkstätte ist umstritten und war in der Vergangenheit Anlass zu Medienberichten, weil sich unter den auf den Gedenktafeln genannten Soldaten auch Angehörige von SS-Einheiten befinden, die bei der Niederschlagung des Warschauer Aufstandes getötet wurden. So wurde dort auch der Kriegsverbrecher Jürgen Stroop genannt – erst 2001 wurde der Name entfernt.

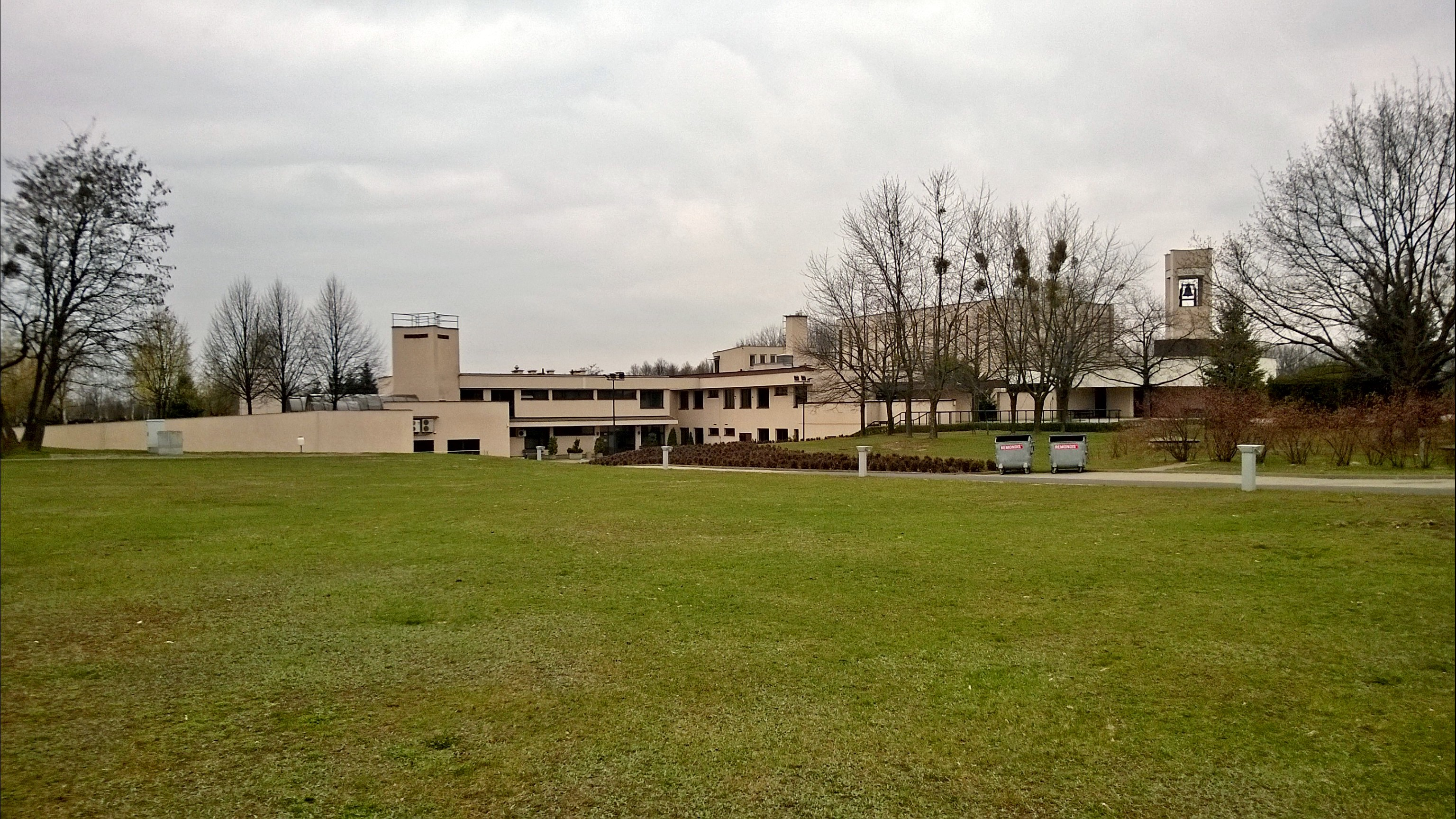
Gebäudekomplex mit Krematorium, Aufbewahrungs- und Aufbahrungsräumen
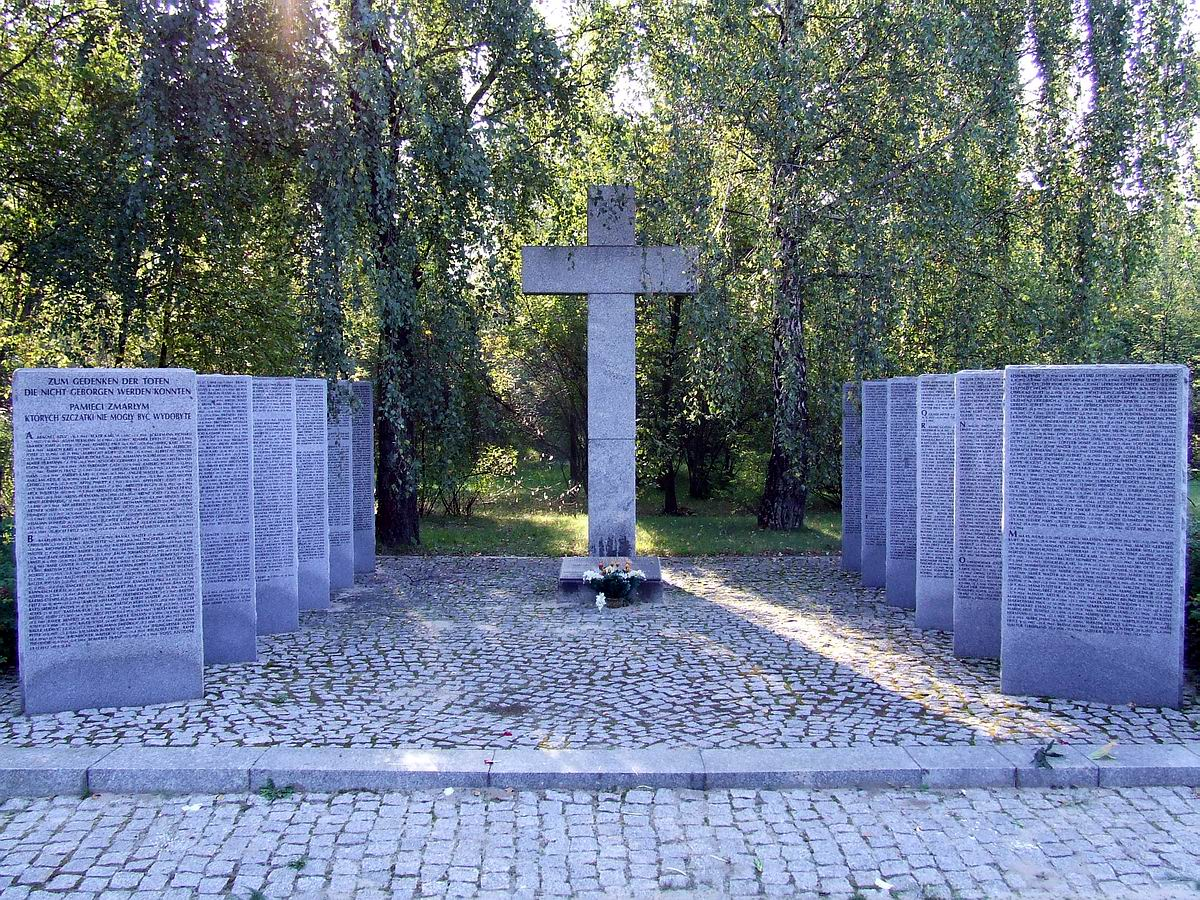
Grabstätte gefallener deutscher Soldaten
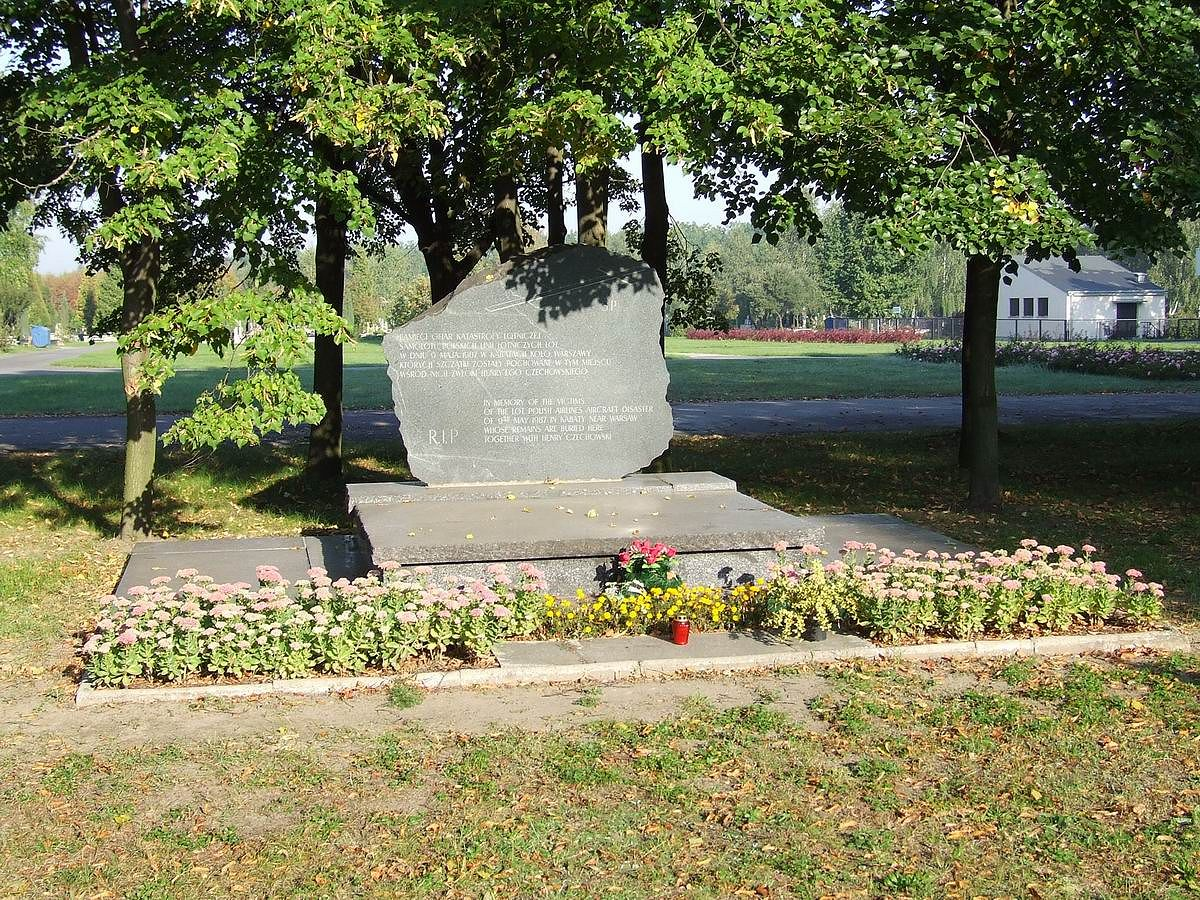
Grabstätte der Opfer des Kabaty-Flugzeugabsturzes
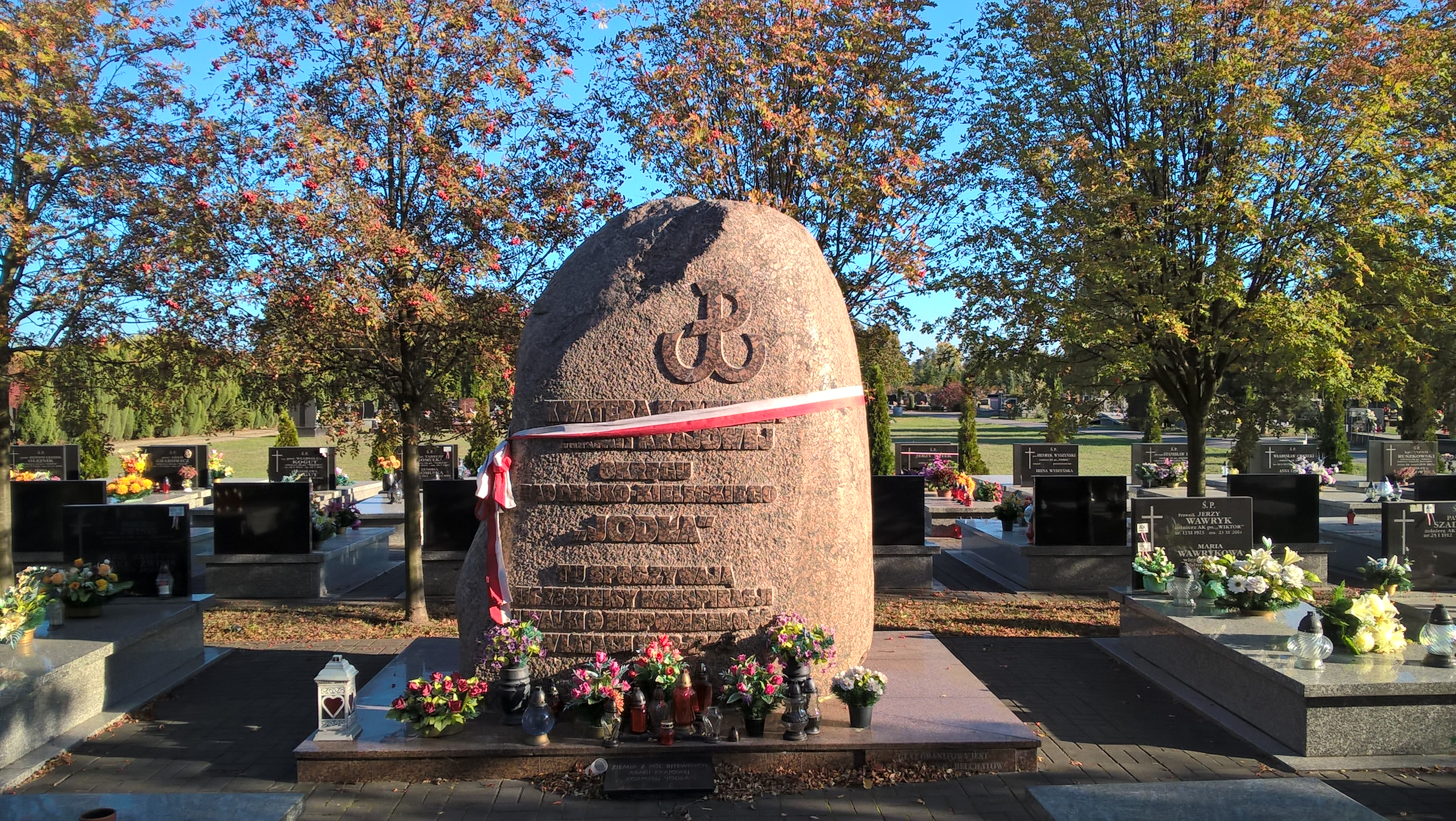
Obelisk der Grabstätte des Jodła-Korps der Heimatarmee

## Gräber bekannter Persönlichkeiten
Unter den auf dem Friedhof rund 170.000 Bestatteten (Stand 2018) finden sich bedeutende Personen – Wissenschaftler, Künstler, Sportler, Politiker oder Soldaten:
- Jan Himilsbach (1931–1988) – Schauspieler und Schriftsteller
- Antoni Korzycki (1904–1990) – Vize-Premierminister
- Zbigniew Lew-Starowicz (1943–2024) – Psychiater und Sexualforscher
- Mirosława Litmanowicz (1928–2017) – Schachspielerin
- Zygmunt Maciejewski (1914–1999) – Schauspieler
- Emil Ochyra (1936–1980) – Säbelfechter
- Edward Stachura (1937–1979) – Dichter
- Irena Szydłowska (1928–1983) – Bogenschützin
- Aleksander Ścibor-Rylski (1928–1983) – Schriftsteller und Regisseur